# Glauraspidia fennica
Glauraspidia fennica är en stekelart som först beskrevs av Hellén 1960.  Glauraspidia fennica ingår i släktet Glauraspidia, och familjen glattsteklar. Arten är reproducerande i Sverige.